# Thompson Speedway Motorsports Park
O Thompson Speedway Motorsports Park é um autódromo localizado em Thompson, no estado do Connecticut, nos Estados Unidos, o circuito é no formato oval com 1 km (0,625 milhas) de extensão.
Foi inaugurado em 1940 sendo o primeiro com superfície de asfalto e atualmente recebe corridas de categorias menores da NASCAR como a NASCAR Modified Tour e categorias da NASCAR All-American Series, o circuito está presente em jogos como iRacing e NASCAR Legends.